# Aubiac (Lot i Garonna)
Aubiac – miejscowość i gmina we Francji, w regionie Nowa Akwitania, w departamencie Lot i Garonna.
Według danych na rok 1990 gminę zamieszkiwało 826 osób, a gęstość zaludnienia wynosiła 60 osób/km² (wśród 2290 gmin Akwitanii Aubiac plasuje się na 505. miejscu pod względem liczby ludności, natomiast pod względem powierzchni na miejscu 830).